# Sonata per violoncello e pianoforte (Debussy)
La Sonata per violoncello e pianoforte in Re minore (Sonata n. 1) è una composizione di Claude Debussy scritta nel 1915.

## Storia
Dopo aver scritto nel 1893 il Quartetto per archi in Sol minore Debussy non mise più mano a nessun altro lavoro di musica da camera per più di vent'anni; unica eccezione le due Danze per arpa cromatica del 1904, di poco impegno e di distrazione per il musicista che affrontava un periodo difficile.
Nel 1915, mentre si trovava in vacanza a Pourville in Normandia, egli pensò di comporre una serie di sei sonate per diversi strumenti. Qualche tempo prima Debussy aveva accettato l'incarico, per conto dell'editore Durand, di occuparsi della revisione dell'edizione di alcune opere di Bach comprese sei sonate per violino e clavicembalo. Quando il musicista partì per Pourville non aveva ancora iniziato il lavoro perché, come disse a Durand, era preso dall'intenzione di scrivere delle sonate, idea suggeritagli proprio dalle opere di Bach. Di questo progetto iniziale videro la luce solo tre lavori: la Sonata per violoncello e pianoforte, la Sonata per flauto, viola e arpa e la Sonata per violino e pianoforte. Nel suo intento le sei opere dovevano essere dedicate alla moglie, come egli scrisse all'inizio della prima partitura: "Les six Sonates pour divers instruments sont offerts en hommage a Emma-Claude Debussy. Son mari, Claude Debussy"
Dopo aver terminato un lavoro portato da Parigi, En blanc et noir per due pianoforti, il musicista iniziò a scrivere la prima sonata alla fine di luglio terminandola in poco tempo il mese successivo. Inizialmente Debussy aveva pensato di chiamare la sua opera Pierrot faché avec la lune (Pierrot arrabbiato con la luna), probabilmente ispirato dai dipinti di Antoine Watteau; in seguito però pensò di abbandonare ogni riferimento che fosse estraneo alla musica stessa.
Il 4 dicembre dello stesso anno l'editore Durand pubblicò la Sonata n. 1; tre giorni dopo Debussy, ammalato da tempo, affrontò l'intervento che servì soltanto a ritardare gli effetti del cancro da cui era afflitto.
La prima esecuzione della Sonata per violoncello e pianoforte avvenne il 4 marzo 1916 a Londra alla Aeolian Hall, con Charles Warwick Evans al violoncello e M.me Alfred Hobday al pianoforte; il concerto fu replicato il 9 marzo a Ginevra, al Casino St. Pierre. La prima parigina fu soltanto il 24 marzo del 1917, durante un concerto per beneficenza, con Debussy che eseguì la parte al pianoforte, nonostante le sue non buone condizioni, e il violoncellista Joseph Salmon.

## Analisi
La sonata è composta da tre movimenti:
1. Prologue. Lent. Sostenuto e molto risoluto
2. Sérénade. Modérément animé
3. Finale. Animé. Léger et nerveux

La Sonata per violoncello e pianoforte è un pezzo misurato, sia nell'espressione sia nella durata, circa undici minuti. Nonostante Debussy l'avesse definita "quasi classica", e si ispirasse in qualche modo alle opere di Bach, la composizione ha sì una struttura lucida e ben costruita, ma conserva una caratterizzazione notturna e le armonie complesse, tipicamente debussiane, prevalgono sempre sul disegno melodico. Il violoncello ha una parte predominante nel discorso musicale, tanto che il compositore scrisse sul manoscritto "che il pianista non dimentichi mai che non bisogna lottare con il violoncello, ma accompagnarlo".
Il Prologo inizia "sostenuto" con una notevole vivacità; è presente la classica forma ABA senza però avere uno sviluppo successivo. Il timbro del violoncello prevale subito con momenti virtuosistici.
La Serenata è giocata sul pizzicato del violoncello con a tratti gli staccati del pianoforte, in un'alternanza di aspetti umoristici e fantasiosi.
Il Finale è collegato al movimento precedente senza interruzioni e si apre con un ampio arpeggio del pianoforte introducendo quindi l'intervento del violoncello; la partitura si presenta come un rondò leggero, quasi spensierato, interrotto solo da un momento indicato come "molto rubato e con morbidezza", breve pausa meditativa prima del travolgente finale.